# Palazzo dell'Annunziata
Il palazzo dell'Annunziata è un edificio sito in piazza Vittorio Veneto a Matera.

## Storia e descrizione
La data di edificazione è il 1735, come si legge sull'architrave di uno degli ingressi al monastero claustrale, quello del "parlatorio".
Incaricato del progetto è l'architetto Vito Valentino di Bitonto con il visto della Commissione pontificia di Roma. Lo si evince dalla Convenzione fra le monache domenicane e lo stesso Valentino, il quale, data l'urgenza, si impegna a realizzare l'opera in cinque anni. Nel 1734 il progetto è pronto, nel 1735 i lavori già procedono a pieno ritmo, ma ben presto si conoscono le prime difficoltà: il piano di sedime su cui poggiare le fondazioni risulta troppo profondo infatti raggiungeva circa quindici metri. La parte anteriore poggia sulla torre cinquecentesca, appartenente alle fortificazioni del conte Tramontano.
Arriva però il momento in cui tra l'amministratore delle monache domenicane e l'architetto Valentino si crea un forte attrito tanto che nel 1739 i lavori risultano sospesi e il Valentino viene allontanato. Le cronache non dicono nulla sulle cause di questo allontanamento. L'ipotesi può essere il ritardo dei lavori o l'acquisizione di altri compiti da parte del Valentino, il quale contravvenne così agli accordi che gli vietano di assumere altri impegni. Subentra allora, come nuovo architetto, Mauro Manieri, chiamato direttamente da Lecce insieme ai fratelli Simone che assumono a loro volta l'impegno di completare l'opera: siamo già nel 1742.
Un'attenta lettura sulle murature e sulle volte della fabbrica tradisce il "cambio di mano" tra gli architetti e fissa con buona approssimazione lo stato dei lavori sospesi da Valentino nel 1739, per esempio la differenza si intravede nella tessitura delle murature e delle volte. L'impostazione progettuale che il Valentino aveva dato al complesso monastico ricalca sostanzialmente la struttura attuale con la Chiesa al centro e l'organizzazione spaziale del Monastero intorno ad essa.
Le modifiche introdotte da Manieri si possono leggere soltanto nelle quattro finestre laterali limitandosi a fornire alle maestranze il disegno di finestre simili a quelle realizzate a Lecce in alcune sue opere. Le cronache dell'epoca ci informano che la Chiesa era già costruita per metà in elevazione; in effetti si nota che il complesso aveva raggiunto circa tre metri sopra il livello del primo piano. Il nuovo architetto Mauro Manieri modifica la distribuzione interna e demolisce la Chiesa, creando al suo posto un cortile interno e proponendo la costruzione di una nuova, all'esterno del monastero. Tale Chiesa non sarà però mai realizzata.

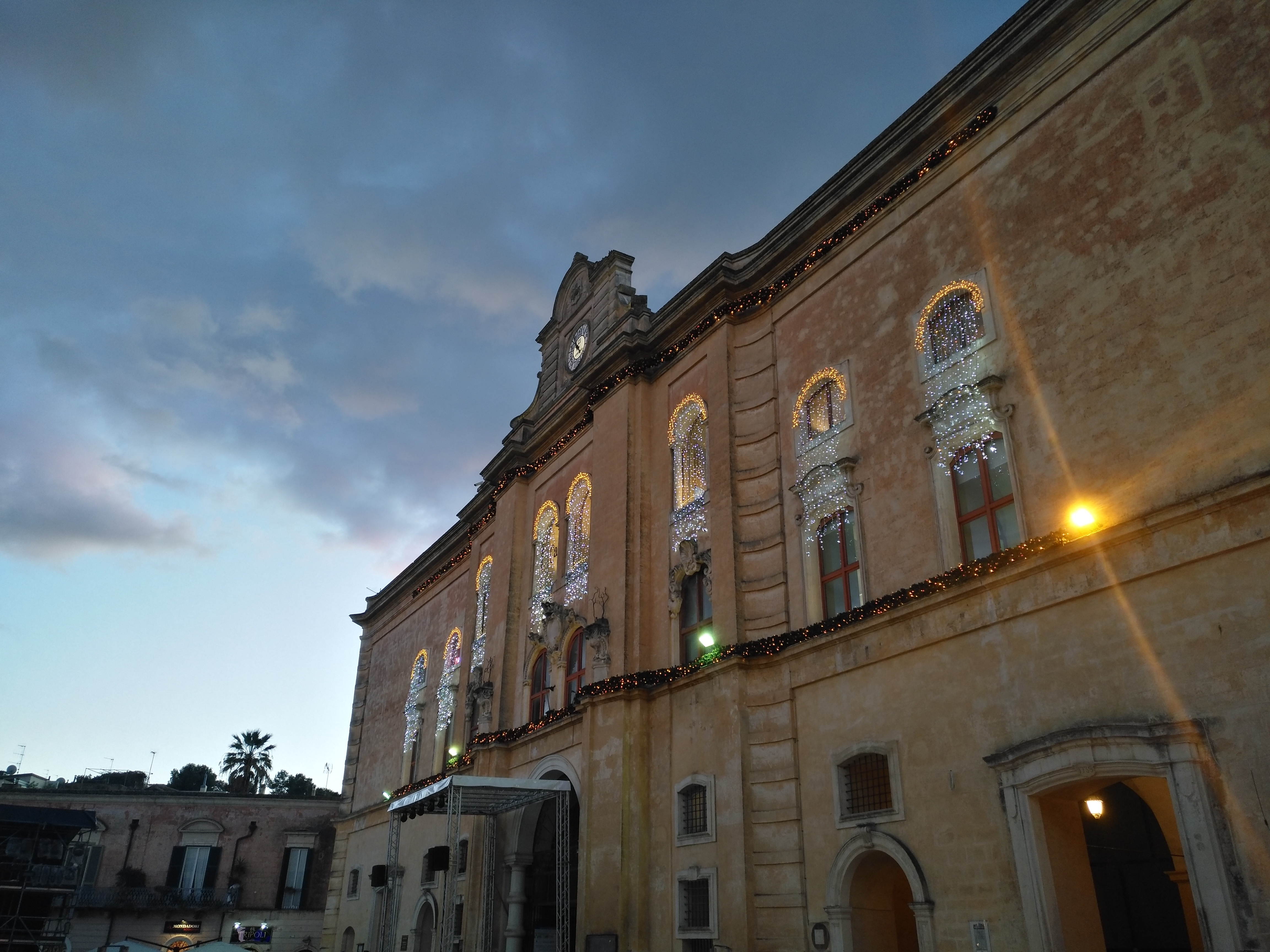
Palazzo dell'Annunziata (Matera)

Probabilmente la Chiesa, com'era tipico del periodo storico, doveva essere a pianta centrale e a croce greca. Le murature dei vani sottostanti costituiscono le fondamenta da cui si può evincere la forma della Chiesa. Dalle strutture sotterranee si deduce un'impostazione planimetrica più complessa, su base esagonale con quattro altari laterali più quello principale. Prima che la fabbrica volga al termine le monache si sistemano provvisoriamente presso altre congreghe, solo nel 1747 avrebbero preso possesso del nuovo Monastero con la fabbrica non ancora ultimata e senza la realizzazione della Chiesa. Anche ad opera non completa ciò che emerge è l'imponenza della facciata: agli occhi dei materani appare subito enorme tanto da essere, ancora oggi, termine di paragone per tutte le cose che appaiono fuori scala. Circa cento anni dopo le monache decideranno finalmente di realizzare la Chiesa per dare lustro e completezza al complesso monastico. Nel 1844 l'ingegnere Gaetano di Giorgio realizza la chiesa dell'Annunziata nel cortile centrale del complesso monastico. Nel 1861 si ha la soppressione del monastero e il passaggio dei beni al demanio comunale.
Il complesso, ormai orfano, diviene in parte sede del Tribunale e degli uffici giudiziari e in parte sede della scuola media. Nei primi anni del '900 viene costruito il cornicione, sul quale viene posizionato l'orologio che completa la facciata principale. Negli anni Settanta si propone di ubicare nel monastero la nuova sede della Biblioteca Provinciale ritornando ad una monofunzione, quella culturale, sulla base di diversi parametri, quello storico (per comprendere l'idea originaria così come si era sviluppata nel tempo), quello statico (per capire quali potessero essere gli interventi strutturali), quello funzionale (per verificare la compatibilità con la nuova funzione) e quello estetico, la parte più impegnativa del progetto. 
Per il palazzo dell'Annunziata si è cercato di realizzare una "sintesi" tra passato e futuro per mettere in pratica l'opera di recupero dell'antico fabbricato.
Dopo il terremoto del 1980, gli uffici giudiziari e la scuola media vengono trasferiti in altri edifici, vista la situazione di pericolo dell'ex convento. Ormai in degrado totale, nel 1993 viene restaurato e il 14 maggio 1998 viene inaugurata, alla presenza del presidente del Consiglio dei ministri, Romano Prodi, la biblioteca provinciale, sita al suo interno. Fondata nel  1933, con sede in via Don Minzoni, in seguito in via San Rocco, nel palazzo Malvinni-Malvezzi in piazza Duomo ed al convento dei Cappuccini, la Biblioteca Provinciale "Tommaso Stigliani", trova quindi la sua sede definitiva. Al suo interno, oltre all'importante e vasta raccolta di libri e manoscritti, si trovava un'importante raccolta numismatica.
La vecchia chiesa è stata adibita a cinema comunale intitolato a Gerardo Guerrieri, mentre alcuni spazi a piano terra hanno ospitato la mediateca provinciale.